# Roquefort-des-Corbières
Roquefort-des-Corbières (okzitanisch Ròcafòrt de las Corbièras) ist eine französische Gemeinde mit 1021 Einwohnern (Stand 1. Januar 2022) im Département Aude in der Region Okzitanien. Sie gehört zum Arrondissement Narbonne und zum Kanton Les Corbières Méditerranée.
Roquefort-des-Corbières liegt 5,8 Kilometer von Sigean entfernt.

## Bevölkerungsentwicklung
| Jahr      | 1962 | 1968 | 1975 | 1982 | 1990 | 1999 | 2013 |
| Einwohner | 647  | 621  | 657  | 560  | 616  | 664  | 1018 |